# Ханс Леесмент
Ханс Леесмент (ест. Hans Leesment, 13 лютого 1873, Естонія — 26 серпня 1944, м. Таллінн, Естонія) —  лікар-офіцер Естонської армії під час війни за незалежність, президент Естонського Червоного хреста.

## Життєпис
Народився в муніципалітеті Ванамійза. Навчався в муніципальній школі Яар'я-Веелікс, Пярнуській повітовій школі, Пярнуській гімназії та в 1893–1899 роках на медичному факультеті Тартуського університету.
У 1900 році отримав атестат повітового лікаря в Москві. З 1900 по 1902 рік працював лікарем у Пярну. З 1902 по 1904 роки вдосконалювався в Берліні, Франції та Петербурзі. У 1904-1905 роках брав участь у російсько-японській війні як військовий лікар. 
У 1906–1907 роках — асистент жіночої консультації Тартуського університету, потім лікар жіночого та пологового відділення Пензенської губернської лікарні. У 1908—1914 роках — гінеколог у Таллінні та завідувач жіночим відділенням приватної клініки естонських лікарів і госпіталю Червоного Хреста, шкільний лікар.
З 1914 по 1917 роки брав участь у Першій світовій війні як військовий лікар. 20 липня 1916 року отримав контузію в Галичині. 
У 1917–1918 — старший лікар 1-го Естонського полку та 1-ї Естонської дивізії. 
У 1919–1940 роках був президентом Естонського Червоного Хреста. У 1922 році він знову пішов на військову службу і був призначений консультантом Талліннського військового центрального госпіталю. Звільнений у 1929 році, але в лютому 1933 року був знову зарахований і призначений консультантом Ради охорони здоров'я оборони, а через кілька місяців — членом Комітету охорони здоров'я оборони. У 1940 році звільнений з військової служби.
Належав до Християнсько-народної партії і кілька разів обирався депутатом Рійгікогу. 
Помер у 1944 році внаслідок шлункової кровотечі і був похований на Старому Карловому кладовищі в Таллінні (нині це частина кладовища Сіселінна).